# Николка Первая
Николка Первая (Николка 1-я) — река на полуострове Камчатка, в Мильковском районе Камчатского края России.
Впадает в реку Камчатку справа на расстоянии 379 км от устья. Длина реки — 14 км. Площадь водосборного бассейна — 50,7 км². Доля подземных вод в питании Николки Первой составляет порядка 90 %.
В бассейне реки находится памятник природы «Урочище река Николка».
Николка Первая является местом нереста лососёвых.
Код водного объекта — 19070000112120000014427.